# Bębny nad Mohawkiem
Bębny nad Mohawkiem (org. Drums Along the Mohawk) – amerykański dramat historyczny z 1939 roku w reż. Johna Forda. Adaptacja powieści Waltera D. Edmondsa z 1936 roku pod tym samym tytułem.

## Fabuła
Brytyjska kolonia w Ameryce Północnej końca XVIII w. Młode małżeństwo – Gilbert i Lana – przybywa do doliny Mohawku, gdzie na małej farmie pana młodego planują rozpocząć wspólne życie. Niestety, jest rok 1776 i właśnie wybucha wojna o niepodległość. Obydwoje małżonkowie zostają wciągnięci w jej wir – ich farma zostaje spalona przez Indian pod rozkazami Brytyjczyków, Gilbert jako członek lokalnej milicji zostaje ciężko ranny w jednej z bitew, Lana traci nienarodzone dziecko. Obydwoje omal nie giną podczas bohaterskiej obrony lokalnego fortu. Ukoronowaniem ich poświęcenia i znoju jest koniec wojny i odbudowa życia w nowym, wolnym kraju, którego symbolem staje się gwiaździsto-paskowany sztandar ukazany w ostatniej scenie filmu.

## Obsada aktorska
- Claudette Colbert – Lana Martin
- Henry Fonda – Gilbert Martin
- Edna May Oliver – pani McKlennar
- Eddie Collins – Christian Reall
- John Carradine – Caldwell
- Ward Bond – Adam Helmer
- Roger Imhof – gen. Herkimer
- Arthur Shields – wielebny Rosenkrantz
- Chief John Big Tree – "Niebieski Grzbiet"
- Francis Ford – Joe Boleo
- Jessie Ralph – pani Weaver
- Robert Lowery – John Weaver
- Kay Linaker – pani Demooth
- Russell Simpson – dr Petry
- Spencer Charters – oberżysta
- Tom Tyler – kpt. Morgan

i inni.

## O filmie
Pierwszy kolorowy film "mistrza westernu, pioniera i klasyka hollywoodzkiego kina" okazał się być wielkim sukcesem. Przyczyniło się do tego przede wszystkim aktorstwo (Colbert, Fonda, Oliver i in.). W wypadku Fondy obraz został po latach uznany za jeden z najważniejszych filmów w dorobku tego aktora. Chociaż, jak większość filmów Forda, jego fabuła była dość luźno związana z prawdą historyczną, a nawet celowo mitologizowana i przeinaczana, krytycy uznali go za pierwszorzędny film historyczny. Według niektórych z nich, na uwagę zasługuje fakt świadczący o politycznym zabarwieniu filmu Forda – Brytyjczycy, jako strona konfliktu są w nim prawie niewidoczni. Największa odpowiedzialność jako strony atakującej spoczywa na Indianach (ukazanych w sposób bardzo stereotypowy), jako głównych  sprawców zniszczeń i niedoli Amerykanów. Miało to być wynikiem świadomości Forda, który przewidywał, że w nadchodzącym konflikcie z III Rzeszą, nie powinien przedstawiać Brytyjczyków – potencjalnych sojuszników – jako agresorów.
Za plenery do filmu posłużyły okolice Cedar City w stanie Utah, gdzie do zdjęć użyto kilkuset miejscowych statystów.
3 listopada 1939 roku miała miejsce emisja słuchowiska radiowego w reżyserii Kate Smith opartego na tym filmie (pod tym samym tytułem). Podobnie do filmowego pierwowzoru, w rolach głównych wzięli w nim udział Claudette Colbert i Henry Fonda.
W 1940 roku film był dwukrotnie nominowany do nagrody Oskara w kategorii Oscar dla najlepszej aktorki drugoplanowej dla Edny May Oliver oraz za Najlepsze zdjęcia (kolorowe) dla Raya Rennahana i Berta Glennona.
Obecnie (2022), w ponad 80 lat po premierze, w rankingu popularnego filmowego serwisu internetowego Rotten Tomatoes obraz posiada wysoką, 82-procentową, pozytywną ocenę "czerwonych pomidorów".